# Блохина, Ирина Николаевна
Ири́на Никола́евна Блохина́ (21 апреля 1921 — 14 апреля 1999) — советский и российский медик, академик АМН СССР и РАМН (1980), лауреат Государственной премии СССР, заведующая кафедрой Горьковского государственного университета, директор Горьковского НИИ эпидемиологии и микробиологии.

## Биография
Родилась 21 апреля 1921 года в семье земского врача.
Окончила школу № 8 им. В. И. Ленина (ныне — лицей № 8), Горьковский медицинский институт. По окончании института в 1942 году она, в отличие от своего старшего брата — будущего академика и президента АМН СССР Н. Н. Блохина, выбравшего путь хирурга, посвятила себя микробиологии.
Муж — Андрей Григорьевич Угодчиков (1920—2007), доктор технических наук, ректор ГГУ в 1969—1988 годах.
Автор 6 монографий и более 150 статей в области микробиологии, эпидемиологии и иммунологии. В творческим содружестве с академиком А. Н. Белозёрским в 1972 году на базе своего института создала первую в стране лабораторию геносистематики бактерий. Внесла большой вклад в создание лечебных и профилактических иммунобиологических препаратов (внутривенный иммуноглобулин для детей, лактобактерин, эколакт и др.). В 1980-е годы принимала участие в ликвидации вспышек холеры в СССР.
Известна и как крупный общественный деятель. Депутат Совета Союза Верховного Совета СССР 9—11 созывов (1974—1989) от Нижегородского избирательного округа № 155 Горьковской области, председатель Комиссии по здравоохранению и социальному обеспечению Совета Союза. Входила в состав Комитета советских женщин (1968—1988 гг.). В 1992—1999 гг. возглавляла Нижегородское отделение Российского фонда «Здоровье человека».
В 1996 году удостоена звания «Почётный гражданин Нижнего Новгорода».
Скончалась 14 апреля 1999 года. Похоронена на Красном кладбище Нижнего Новгорода.

## Наука
Первыми учителями Блохиной в микробиологии были профессор Фридрих Товиевич Гринбаум, который с 1932 года работал заместителем директора по науке Горьковского НИИЭМ и одновременно заведовал кафедрой микробиологии в Горьковском мединституте, и непосредственный руководитель зав. лабораторией канд. мед. наук Клавдия Ивановна Сучкова. В этой лаборатории Блохина делала свои первые шаги (сначала в должности младшего научного сотрудника).
Блохина часто говорила, что в течение своей жизни ей очень везло на дружбу с замечательными, доброжелательными людьми. О своих первых учителях она отзывалась всегда с исключительной добротой и благодарностью.
Научные интересы Блохиной вначале касались изменчивости бактерий. Ею было проведено сравнительное изучение изменения свойств бактерий кишечной группы (брюшного тифа, дизентерии Флекснера, кишечной палочки), а также некоторых нетипичных культур при их вегетировании в воде и естественных условиях. Исследования позволяли судить о характере происшедших изменений и определять характер этих изменений. Особенности углеводного и азотного обмена у изменённых бактерий были аналогичны и, по-видимому, являлись отражением общих закономерностей изменчивости бактерий кишечной группы при данных неблагоприятных условиях жизни.
В 1952 году защитила в Горьковском медицинском институте диссертацию на соискание учёной степени кандидата медицинских наук на тему «Изменчивость бактерий брюшного тифа в воде» под руководством Ф. Т. Гринбаума. Это первое исследование уже указывало на необходимость более глубокого изучения ряда научных вопросов, связанных с причиной изменчивости бактерий, изменения их свойств, изучением этих свойств, необходимостью их классификации, необходимостью освоения и использования научных достижений в области физиологии и биохимии бактерий. Кандидатская диссертация, осмысление вопросов, лёгших в её основу, определили дальнейшую судьбу Блохиной как учёного.
Первым шагом явилось создание ею лаборатории физиологии и биохимии бактерий (1953), привлечение к работе классических биохимиков и биофизиков с университетским образованием наряду с медицинскими микробиологами и биохимиками. Уже в это время она вырабатывала методологию научного подхода к проблеме: всестороннее её рассмотрение и привлечение для этого специалистов различного профиля.
К 1955 году в лаборатории физиологии и биохимии микробов работали проф. ГМИ Г. Я. Городисская, как научный консультант лаборатории, Л. И. Милотворская-Киселёва, Л. С. Носова, М. В. Усцова, В. В. Богданова, Р. С. Перова.
Занимаясь научными исследованиями, Блохина всегда имела в качестве основных целей поддержание здоровья человека, лечение и облегчение страданий больного, создание и производство новых лекарств, лечебных и профилактических препаратов, проведение противоэпидемической работы, улучшение экологии.
Далее, исходя из положения, что основными биологическими факторами, определяющими развитие всего живого на земле, являются процессы изменчивости и наследственности организмов и взаимоотношении их друг с другом. Совершенно очевидно, чтобы успешно бороться с любой инфекционной болезнью, необходимо тщательно, всесторонне охарактеризовать её возбудителя, выявить его «слабые места», а также отличия его от других представителей микробов, от есть идентифицировать. А идентификация бактерий вместе с классификацией и номенклатурой является составной частью систематики. Отсюда интерес не только к проблеме идентификации бактерий, особенно «коварных» атипичных форм микробов, но и в целом к таксономии с её фундаментальными задачами.
Начав с внедрения в микробиологию сравнительно простых биологических тестов, но способствующих расширению представлений об основных путях метаболизма бактерий (в первую очередь энтеробактерий), И. Н. Блохина разработала оригинальный комплексный подход к сравненительно-физиологическому изучению микроорганизмов; использовала методы числовой таксономии, компьютерный анализ и способы исследования наследственного материала клетки (ДНК, генома).
Эти исследования были обобщены ею в докторской диссертации «Некоторые особенности брожения и дыхания бактерий как дифференциальные и производственные тесты» (1966).
Работа позволила автору сделать важные выводы:
1. Особенности брожения и дыхания микроорганизмов могут быть выявлены с помощью комплекса простых тестов, применение которых позволяет подвергнуть сравнительному изучению большое количество бактериальных культур.

2. Существенным дифференциальным тестом, указывающим на значение анаэробных стадий превращений углеродов для жизнедеятельности микроорганизмов, является чувствительность бактерий к йодацетату. Сочетания этого теста с другими позволяют судить об общности и различиях в физиологических особенностях отдельных таксономических групп микробов.

3. Физиологические особенности микроорганизмов, которые отражают йодацетатный тест, связаны, по-видимому, с экологическими особенностями, благодаря чему этот тест может найти применение при санитарно- гигиенических исследованиях.

4. Патогенные энтеробактерий по ряду особенностей брожения и дыхания сходны с сапрофитической кишечной палочкой, что связано, по-видимому, с участием двух основных путей обмена углеводов и преобладающих значением пути Эмбдена-Мейергофа-Парнаса у данных микроорганизмов.

5. Установлен факт большоё чувствительности к 2,4-динитрофенолу среди родственных видов микроорганизмов у бактерий, обладающих большей степенью патогенности для человека. Механизм воздействия этого ингибитора на бактериальные клетки сложен, может быть связан как с окислительным фосфорилированием, так и с влиянием 2,4-динитрофенола на процессы брожения, и заслуживает дальнейшего изучения.

6. Использован математический метод группирования по коэффициенту подобия с помощью электронно-цифровой вычислительной машины для составления микроорганизмов по комплексу физиологических признаков. Объединённые таким образом в группе бактерий характеризуются также сходством в величине показателя специфичности ДНК, определяемого по составу азотистых оснований (нуклеотидный состав ДНК).

7. На основании изучения нуклеотидного состава ДНК у 116 штаммов грамотрицательных бактерий показано, что у бактерий, относящихся к наиболее строго специализированным родам (шигеллы, сальмонеллы), колебания в величине показателя не превышают ошибки определения; у бактерий, относящихся к менее специализированным родам, включающим как патогенные, так и сапрофитические виды, эти колебания могут быть более значительными.

8. Предложена схема изучения таксономического значения физиологических особенностей бактерий, включающая: 

а) подбор большого числа физиологических признаков, по возможности с учётом их биологического значения;

б) сопоставление и группирование микроорганизмов по большому числу признаков с помощью ЭЦВМ; 

в) оценка существенности, отдельных признаков двумя методами: путём анализа их значимости в формировании групп и путём изучения совпадения с признаками, заведомо существенными, такими как свойства ДНК;

г) углублённое изучение биохимических характеристик изучаемых групп микроорганизмов на основе анализа этих данных.

9. По предложенной схеме на примере энтеробактерий различных родов и некоторых других грамотрицательных палочек дана оценка ряда простых дифференциальных тестов, связанных с особенностями брожения и дыхания бактерий. Выделены признаки, которые могут рассматриваться как ключевые для дифференциации изучения групп микроорганизмов.

10. Физиологические особенности брожения и дыхания бактерий могут быть использованы как производственные тесты при разработке режимов глубинного культивирования. Для оценки обеспеченности культуры кислородом предложен фосфофруктокиназный тест, под контролем которого разработаны режимы аэрации для глубинного культивирования бактерий дизентерии Флекснера и кишечной палочки. Эти режимы использованы в производстве колибактерина.

11. Рекомендована синтетическая питательная среда для производственного культивирования энтеробактерий. В состав среды входят минеральные соли, глюкоза, никотиновая кислота и 4 аминокислоты: глютаминовая, цистин, аргинин и триптофан.

12. Полученные данные позволили внедрить глубинный метод культивирования в производство колибактерина и были использованы сотрудниками экспериментально-технической лаборатории института при разработке аппаратуры для производства культивирования энтеробактерий.

В диссертации были заложены основы создания и развития новых научных взаимодополняющихся направлений, создания научных основ современного научно-производственного комплекса института (наука — предприятие — клиника) с подразделениями, обеспечивающими научно-инженерную подготовку производства.
Обладала огромной научной интуицией, очень часто опережая в научных изысканиях время. Её научное мышление люди, в основном, воспринимали через призму конечных результатов её научного творчества — препаратов, которым давала жизнь. Так и в случае с бактериофагами — её статьи о проточном (непрерывном) культивировании были приняты на «ура» в Сибирском отделении АН СССР (а это были ведущие специалисты страны во главе с академиком Л. О. Киренским — директором Института физики СО АН СССР, которым Сергей Павлович Королёв доверил создание первых замкнутых систем жизнеобеспечения для космических кораблей) на 1-й Всесоюзной конференции по управляемому биосинтезу в 1968 году, проходившей на теплоходе «Валерий Чкалов» (Красноярск — Дудинка — Красноярск).

Эти статьи увидели свет благодаря тому, что Ирина Николаевна смоделировала процесс приёма и предложения по желудочно-кишечному тракту лекарственных препаратов — бактериофагов. Модельная установка была чрезвычайно проста и убиралась в обычной термостат, но она позволила получить фундаментальные представления о микробиоценозах кишечника человека.
Ирина Николаевна Блохина имела «пастеровский» тип мышления, занимаясь проблемами здоровья человека, направляя свою научную мысль на решение практического здравоохранения, находила решения через фундаментальные знания, используя микробиологические и молекулярно-биологические методы.
К 70-м годам на предприятии по выпуску бактерийных препаратов Горьковского НИИ эпидемиологии и микробиологии, в организацию и развитие которого она вложила все свои силы, существовало крупнейшее в Минздраве России производство бактериофагов, о спасительной силе которых могут вспомнить несколько поколений не только нижегородцев, но и многие, многие семьи, получившие их после письменных обращений к Ирине Николаевне.
Развитию цикла научных работ по идентификации атипичных штаммов, их классификации методами молекулярной биологии, их научно-экспериментальному, организационному оснащению в большой степени содействовала поддержка вице-президента АН СССР А. Н. Белозёрского (1972) и на этой основе соответствующее отношение руководства Минфина РСФСР (В. В. Трофимов).

## Правительственные награды
- 1946 — Медаль «За доблестный труд в Великой Отечественной войне 1941—1945 гг.»
- 1966 — Орден Ленина
- 1970 — Юбилейная медаль «За доблестный труд. В ознаменование 100-летия со дня рождения Владимира Ильича Ленина»
- 1975 — Юбилейная медаль «Тридцать лет Победы в Великой Отечественной войне 1941—1945 гг.»
- 1971 — Орден Трудового Красного Знамени
- 1981 — Орден Октябрьской революции
- 1984 — Государственная премия СССР
- 1984 — Медаль «Ветеран труда»
- 1985 — Юбилейная медаль «Сорок лет Победы в Великой Отечественной войне 1941—1945 гг.»
- 1995 — Юбилейная медаль «50 лет Победы в Великой Отечественной войне 1941—1945 гг.»
- 1996 — Орден Почёта (РФ)[3]

## Память
- Имя Блохиной носят Нижегородский научно-исследовательский институт эпидемиологии и микробиологии и улица в Нижегородском районе Нижнего Новгорода.